# 中國佛經翻譯史
中國最早的佛經翻譯，相传是迦叶摩腾于白马寺译《四十二章经》。今日《大藏经》所传，超過八千余卷。

## 漢朝
汉哀帝元寿元年，博士弟子秦景宪从大月氏王使伊存口授浮图经，這是中國歷史上最早有佛教的記載。
安世高是安息国（今波斯）人。汉桓帝時來洛阳，開始翻譯佛經。二十余年间，釋出佛經三十九部。
汉桓帝時，月支人支娄迦谶至洛阳，译出《般若道行经》，《般舟三昧经》等十四部。
支谦是月支人，译出维摩，大般泥洹，法句等。康僧會是康居國人譯出六度集經。

## 南北朝
建元十八年，秦王苻坚派吕光滅龟兹，挟鳩摩羅什以归。當時前秦在淝水之戰後已經滅亡，呂光遂在西凉自主，罗什被羁於西凉十八年。弘始三年，秦主姚兴迎什至长安，待以国师之礼，又為他打造逍遥园。
鳩摩羅什於西明閣和逍遙園開始譯經，據《出三藏記集》載，羅什一生翻譯三藏經論35部，有《坐禪三昧經》3卷、《阿彌陀經》1卷、《摩訶般若波羅蜜多心經》24卷、《法華經》7卷、《維摩經》3卷、《大智度論》100卷、《中論》4卷等。
与罗什同时的译经大師，還有佛驮跋陀罗。佛驮跋陀罗是北天竺人，姚秦弘始六年至长安，後至庐山，应慧远之请，译《达摩多罗禅经》，在建业与法显合译《摩诃僧祇律》、《泥洹经》。刘宋永初二年，译出《大方广佛华严经》。

## 隋朝
隋代共譯經59部262卷。

## 唐朝
唐代共譯經372部2159卷。，主要有13座譯場，即波頗譯場、那提譯場、玄奘譯場、杜行顗譯場、實叉難陀譯場、義淨譯場、菩提留志譯場、地婆訶羅譯場、阿地瞿多譯場、金剛智譯場、善無畏譯場、不空譯場、般若譯場。
贞观十九年正月玄奘自古印度[今尼泊爾]返回长安。太宗诏于长安弘福寺从事翻译，前后十九年，共译经论七十四部，一千三百三十五卷。
玄奘主持的譯場，規模龐大，分工很細，有證義、綴文、筆受、字學、證梵語、證梵文、書手等。《大慈恩寺三藏法師傳》卷六載：“（貞觀十九年）三月己巳，法師自洛陽還至長安，即居弘福寺。將事翻譯，乃條疏所須證義、綴文、筆受、書手等數，以申留守司空梁國公房玄齡，玄齡遣所司具狀發使定州啟奏。令旨依所須供給，務使周備。夏六月戊戌，證義大德諳解大小乘經論，為時輩所推者一十二人至，即京弘福寺沙門靈潤、沙門文備、羅漢寺沙門慧貴、實際寺沙門明琰、寶昌寺沙門法祥、靜法寺沙門普賢、法海寺沙門神昉、廓州法講寺沙門道琛、汴州演覺寺沙門玄忠、蒲州普救寺沙門神泰、綿州振音寺沙門敬明、益州多寶寺沙門道因等。又有綴文大德九人至，即京師普光寺沙門棲玄、弘福寺沙門明璿、會昌寺沙門辯機、終南山豐德寺沙門道宣、簡州福聚寺沙門靜邁、蒲州普救寺沙門行友、棲巖寺沙門道卓、幽（豳）州昭仁寺沙門慧立、洛州天宮寺沙門玄則等。又有字學大德一人至，即京大總持寺沙門玄應。又有證梵語、梵文大德一人至，即京大興善寺沙門玄謩。自馀筆受、書手，所司供料等并至。”
那提譯場有慧澤譯語，道宣綴文。阿地瞿多譯場有玄楷等筆受。地婆訶羅是中印度人，唐高宗時至中國。永昌元年（689年），天智至洛陽，在魏國東寺（后改大周東寺）譯經。
武則天時期佛經翻譯的最大成果是于闐人實叉難陀譯出《華嚴經》，武周“以《華嚴》舊經處會未備，遠聞于闐有斯梵本，發使求訪，并請譯人”。。
武周長壽二年（693），菩提流志至洛陽，在佛授記寺、大周東寺等處譯經，凡19部20卷。
義凈一生共譯經56部230卷，義凈與鳩摩羅什、真諦、玄奘并稱為中國佛教史上的四大翻譯家，義凈會在譯文或正文下面加寫注解。

## 宋朝
太平兴国七年（982年）七月，法天譯有《大乘圣吉祥持世陀罗尼经》一卷。常谨、法进笔受兼缀文。光禄卿汤悦、兵部员外郎张洎润文，殿直刘素监译。帝赐号“传教大师”。
景德元年（1004年）法护至宋都汴京（今开封市），“西天三藏法护来进佛舍利、贝叶梵经，赐紫衣束帛馆于译经院”，景德四年（1007年）受赐“传梵大师”称号，天圣元年（1023年）奉诏翻译驻輦国使进贡的“金叶天竺梵经”，景祐二年（1035年）与惟净合撰《天竺字源》七卷。

## 近现代
近现代的佛经翻译，主要聚焦于将汉语、藏语、日语、梵语，或巴利语佛经翻译为英文、德文、法文等欧美语文，向西方人群推介；或者将巴利语、藏语经典翻译爲汉文，譬如巴利三藏，有湯用彤翻譯的《南傳念安般經》，法舫法師新譯《三寶經》、《吉祥經》等。